# Cercle athlétique mulhousien (féminin)
Le Cercle athlétique mulhousien est un club féminin de français basket-ball français basé à Mulhouse, aujourd'hui disparu en ce qui concerne sa partie élite. La section a été la première à remporter le championnat de France en 1937. La même année où son homologue masculin remportait son deuxième titre après celui de 1935, marquant ainsi la domination de la ville sur le basket-ball en France avec la présence de l'autre grand club, le FA Mulhouse.

## Palmarès
- Champion de France : 1937

## Joueuses célèbres ou marquantes
- Jeanne Louise Garnier